# メガセンタートライアルわさだ店
メガセンタートライアルわさだ店は大分県大分市にあるショッピングセンターである。

## 概要
1983年に、後に大分市の副都心となる稙田（わさだ）地区初の大規模ショッピングセンターとして「寿屋」（ラララグループ）と「稙田商業振興組合」の共同店舗としてオークスわさだ寿屋ショッピングセンターが誕生した。
開店当時は大分都市圏ではトキハ明野センターアクロス（現・トキハ明野アクロスタウン）に次ぐ2番目の売場面積を誇る郊外型大規模ショッピングセンターであり、周辺の都市化に伴い増床計画もあった。
2000年ごろも約40億円以上の年商があったが、寿屋の民事再生法申請に伴う全店舗一時休業により2002年1月31日をもって閉店、その後は幾度かのテナント交代を経て2009年4月8日にトライアルを核店舗とするショッピングセンターとなった。

## 稙田新都心
現在の大分市・市地区で大分市の中心市街地から南方に位置する。大分市都市計画マスタープランで稙田新都心構想として組合施行の稙田新都心中央土地区画整理事業によって2004年から2008年にかけて、面積13ヘクタールの土地を開発した。
マスタープランでは、交通ふれあい都心として、交通結節機能と商業や業務機能の集積による新都心の形成を図る拠点地区に位置付けられた。健全なまちづくりを推進することを目的に大分市における副都心としての機能をさらに高めるための施設誘導を図り、既設の福祉施設と医療施設の立地にあわせて、市民行政センターや消防署を移転させた。地区周辺に複合商業施設が集中する。

## 沿革
- 2002年1月31日 - 稙田寿屋が一時休業（事実上の閉店）。多くのテナントが暫定営業を始める。
- 2003年5月2日 - 地元スーパーのサンライフが「キャロット」として出店。1階はサンライフとセリア、2階は大川家具に。
- 2004年 - 2階の大川家具が閉店、2階はCHAOS PLAZAに。
- 2006年ごろ - 2階が全面閉鎖される。
- 2008年4月23日 - 1階も生花店と大分信用金庫を除き全面閉鎖。
- 2009年4月8日 - トライアルわさだ店を核店舗とするショッピングセンターとなり完全営業再開。
- 2022年6月20日 - 店舗改装のため、約一ヶ月間閉店。
- 2022年7月22日 - 店舗の改装を終え、9時30分にリニューアルオープンした。改装後は外装が変更された他、店内のレイアウトも大幅に変更された。また、大分県初となる、セルフレジ機能付き買い物カート「スマートショッピングカート」が導入された。[1]。

## 店内

### 主なテナント
- 九州ろうきんATM
- 大分信用金庫ATM
- Bread&Break - ベーカリー（トライアル直営）
- トライアルドラッグ - 薬局（トライアル直営）
- 100円ショップトライアル - 100円ショップ（トライアル直営）
- トライアルネット（ブリッツライン） - 携帯電話販売店
- カメラのピッコロ - カメラ・クリーニング
- みやこ - 婦人服
- コインランドリー
- 花ぐるま - 生花
- 丸大水産 - 鮮魚
- 西風市場（カリーノグループ） - 地元のJAと提携して産直野菜を販売。店内に会社名記載は無し。
- メガネショップクォーター - 眼鏡
- スカイヒーロー - ゲームセンター
- 魚民 - 居酒屋・和食
- お客様休憩所 - 眼鏡店近くに椅子とテーブルを設置。

### 過去に存在したテナント
- 大分信用金庫宗方支店
- オレンジキス - 雑貨・鞄・バッグ
- たけうち - 和食処・喫茶

## 交通アクセス

### バス
- 大分バス：二豊団地入口バス停下車すぐ。

### 付近の主要道路
- 国道442号 - 店舗前。国道210号の旧道。
- 国道210号 - 約1kmほど南。通称「ホワイトロード」。

## 周辺施設
1980年前後に開発された新興住宅街が広がる。
- 二豊団地
- 上宗方団地
- 松が丘ニュータウン
- 椿ヶ丘グリーンタウン
- 大分県立大分雄城台高等学校

以下は約1.5kmほど離れたところにある国道210号のバイパス「ホワイトロード」周辺の「稙田新都心」地区に所在。
- 大分市役所稙田支所・稙田行政市民センター
- トキハわさだタウン
- サンリブわさだ
- ハンズマンわさだ店
- ヤマダ電機テックランド大分わさだ本店
- ニトリ大分わさだ店

## その他
- 長らく建物所有者は「（株）壽屋」の子会社であり「くらし館」運営の為に設立された「（株）暮らしの館」であったが、暮らしの館は社名を「（株）KRY」に変更した後、トライアルによる当店舗の再活用がきっかけとなり、2010年に当店舗の建物所有権を「（株）カリーノ」へ移し特別清算された。
- 屋上塔屋の照明は旧寿屋店舗で時折見られる「1階駐車場から4階へ向けたスポットライトで照らす」という特殊な方式を用いている。